# Bruges-Capbis-Mifaget
Bruges-Capbis-Mifaget – miejscowość i gmina we Francji, w regionie Nowa Akwitania, w departamencie Pireneje Atlantyckie.
Według danych na rok 1990 gminę zamieszkiwały 833 osoby, a gęstość zaludnienia wynosiła 50 osób/km² (wśród 2290 gmin Akwitanii Bruges-Capbis-Mifaget plasuje się na 501. miejscu pod względem liczby ludności, natomiast pod względem powierzchni na miejscu 672.).